# Börje Zettervall
Bror Börje Gunnar Zettervall, född 12 oktober 1910 i Råneå församling, Norrbottens län, död 5 april 1990 i Jokkmokks församling, Norrbottens län, var en svensk dragspelare.
Zettervall var känd som en mästare på tvåradigt durspel. I samarbete med folkmusikgruppen Norrlåtar utgav han 1979 albumet Dans på Sörsidan (Manifest MAN 16). Han utgav även musikkassetten Jokkmokkslåtar (okänt år).